# Koprivna (Brestovac)
Koprivna je naselje u Republici Hrvatskoj u Požeško-slavonskoj županiji, u sastavu općine Brestovac.

## Zemljopis
Koprivna je smještena oko 10 km zapadno od Brestovca, na obrnocima planine Psunja zapadno od ceste Požega - Pakrac, susjedna sela su Rasna i Čečavac.

## Stanovništvo
Prema popisa stanovništva iz 2011. godine Koprivna je imala 7 stanovnika.
| broj stanovnika | 125   | 143   | 131   | 223   | 365   | 419   | 271   | 283   | 164   | 178   | 140   | 106   | 95    | 70    | 8     | 7     | 2     |
|                 | 1857. | 1869. | 1880. | 1890. | 1900. | 1910. | 1921. | 1931. | 1948. | 1953. | 1961. | 1971. | 1981. | 1991. | 2001. | 2011. | 2021. |